# 东干族
東族（羅馬化：Dungane，也稱Tungani），指遷移到中亞的中國甘肅及陝西回族後裔。1942年蘇聯以「東干」一詞，正式為這支民族命名。該民族認為自己與中國的回族同源，稱呼自己為回族（羅馬化：Huejzw），而東干族是他稱。
東干族現時大多數聚居在吉爾吉斯斯坦楚河州和哈薩克斯坦江布爾州。也有一些東干社區在吉爾吉斯斯坦伊塞克湖州二道溝鄉（Ырдык）、奥什州。主要信奉伊斯蘭教，為多個前蘇聯加盟國的民族成員，人口約16萬（2016年），在各中亞國家属少數民族。其中在哈薩克斯坦有7萬多人（2017年），低於該國人口的0.1%，在哈國民族排名第11位。吉爾吉斯斯坦有7萬多人（2017年），占其國家人口的1.1%，上升至各民族人數第4位。烏兹别克斯坦有约4千人（2016年），由于移民和異族通婚等因素，烏兹别克斯坦的東干人有所减少。俄羅斯有約8千人（2016年），主要是中亞國家的東干人移民增加。

## 族名
关于东干族的族名“东干”一词源自突厥语qurup qalghan（意为“定居者”）或donan（意为“回来”），是突厥人、塔吉克人与俄罗斯人对中亚地区与中国境内回族的称呼。在陕甘回变之前数百年，中亚的塔吉克人和突厥人已经开始用“东干”一词称呼中国境内的回族。例如，17世纪来自中亚布哈拉的白山派宗教首领玛木特·玉素布就曾经告知其门徒要让明朝境内的“东干族”皈依苏菲派。因此将“东干”与“东岸”或“东甘”等同的说法并不被大陆学界广泛认可。

## 历史
19世纪，“东干”一词被俄罗斯人借用，1830年代，英国与德国开始用“东干”称呼新疆回族。1835年，欧洲人詹姆斯·普林塞普记录他们生活于中国的鞑靼里亚。1837年，俄国人在奧伦堡见到他们的商队。奥斯曼帝国时代的历史学家Abdul Aziz将东干族分为中国境内的东干族以及定居在俄属突厥斯坦（原苏联中亚地区）和中属突厥斯坦（新疆）的东干族，并提到东干族在北京拥有17座清真寺。
中国回族主要分两批抵达俄国。这些回族人于1924年被苏联认定为“东干人”。
第一次迁移是1862至1878年间同治陕甘回变的结果；失败后，穆斯林队伍中的三支于1877年严冬越过天山进入俄国境内。第一支吐鲁番队伍在马大人（又被称作马大老爷）的领导下进入俄国西北部。这一支难民共约1000人，最终抵达奥什。第二支甘肃队伍取道狄道州，由阿訇阿爷老人（即马元，东干人称为“大师傅”“狄道阿爷”或“尤素福哈吉”）带领，1878年春1130人迁居到离普尔热瓦尔斯克9英里远的一个小村子伊尔迪克。第三支来自陕西，由白彦虎带领，共3314人，迁居离托克马克8公里远的卡拉库努孜。
第二次迁移是于1881年2月12日《圣彼得堡条约》签订后，根据该条约中的一款，回族和维吾尔族可以选择留在伊犁地区，也可以选择迁移到俄国。这些迁居的回族多数迁居到了现今索库卢克区的索库卢克乡。
两次迁徙近万余人。经过百多年融合，这批回族人的后代已成为多个中亚国家的民族一员。
2020年2月，哈萨克人与东干人在哈萨克斯坦与吉尔吉斯斯坦接壤的科尔代发生了冲突。在衝突中有10人丧生，多人受伤。汽车和房屋被焚毀，衝突中還有人使用步枪射击。约20,000人逃往邻国吉尔吉斯斯坦。

## 語言
東干族在古代使用一种由波斯語詞彙、語法和部分突厥語詞彙融合的波斯語變種語言，稱為「法爾西」（即波斯語），語言詞彙中帶有大量的突厥語（主要是受到中亞的哈薩克語、吉爾吉斯語、維吾爾語的影響）和俄羅斯語（前蘇聯統一使用俄羅斯語作為官方語言）詞彙。後因外界客觀條件限制，法爾西僅限於族內使用，對外用漢語陝西方言、甘肅方言夾雜波斯語詞彙的「東干語」，在清朝時已演變成帶波斯詞彙的漢語陝西方言。遷至中亞後，由於受到俄羅斯語言文化的影響，現在大部分東干人都兼通夾帶大量波斯語和突厥語詞彙的俄羅斯語。但由於1930年後東干文學的創作，東干語作為一種語言被固定下來，成為當前唯一明確書面使用拼音系統的漢語系社群，現時東干語與漢語陝西方言基本互通，差別只有口音問題。
東干人一般會說多種語言。除東干語外，三分之二以上的東干人會說俄語，一小部分會說吉爾吉斯語或其他居住地的語言。

## 文化

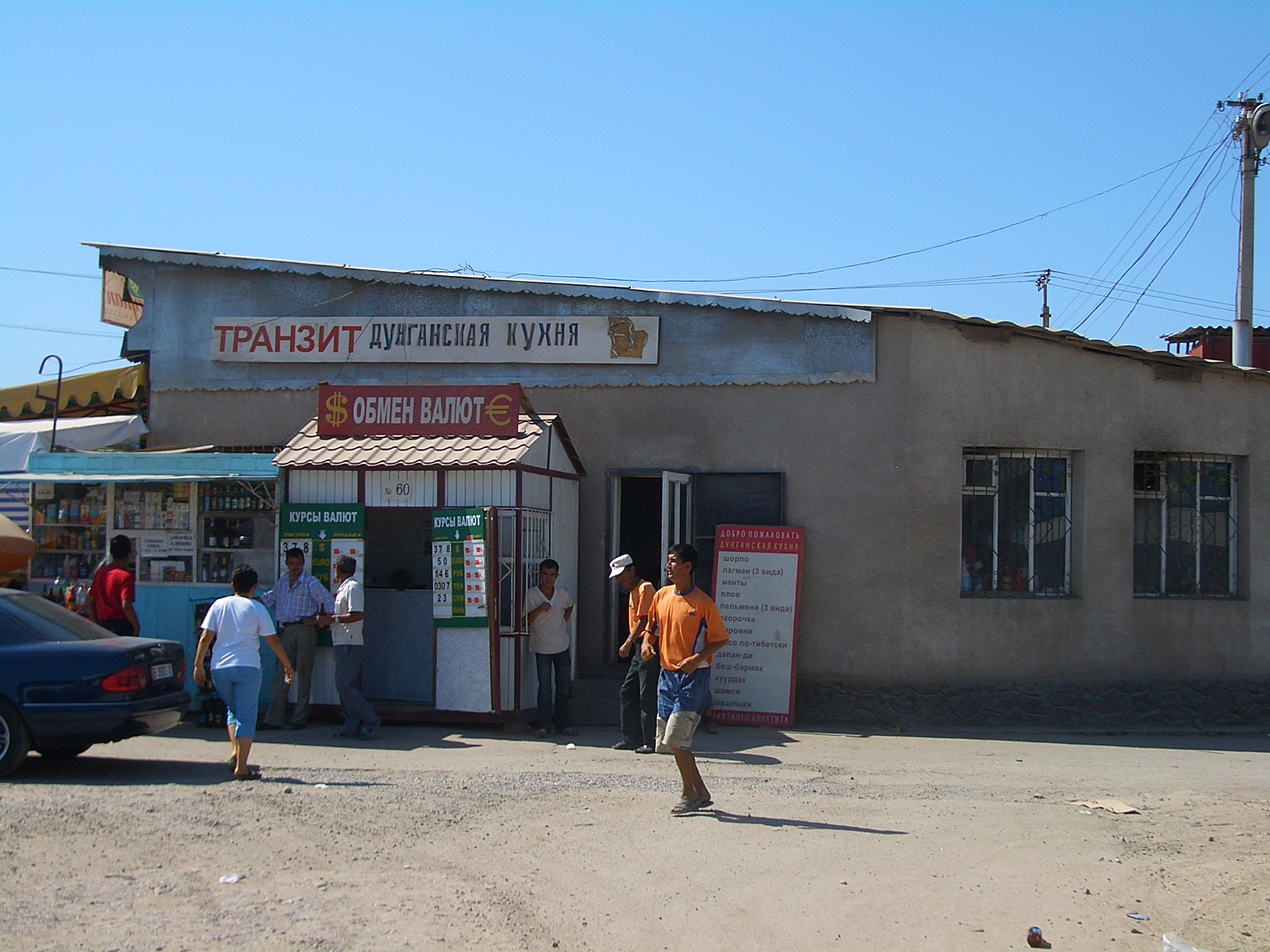
吉爾吉斯斯坦比什凱克的一間餐館宣傳「東干菜」(Дунганская кухня)

19世紀的英國探險家亨利蘭斯德爾指出東干人不飲酒和不吸食鴉片。
“中等身材，偏胖。他們的額頭高而突出，眉毛濃密而拱起，眼睛比較凹陷，顴骨比較突出，臉呈橢圓形，嘴巴中等大小，嘴唇厚，牙齒正常，下巴圓，耳朵小而扁平，頭髮黑而光滑，鬍鬚稀疏而粗糙，皮膚光滑，頸部強壯，四肢比例中等。東干人的特點是善良、勤奮和好客。
他們從事畜牧業、園藝業和貿易。在家庭生活中，父母的權威非常強大。孩子出生後，母親十五天不起床，並且沒有任何特別的節日，孩子在出生的第二天在穆拉面前接受了它的名字。割禮發生在第八天、第九天或第十天。當一個女孩結婚時，她會收到一份嫁妝。生病時，他們可以求助於藥物和醫生，但從不驅魔。

死後，穆拉和老人聚集在一起誦經；屍體用白色亞麻布包裹，然後埋葬，但從未燒毀。從葬禮回來後，毛拉和長老們享用麵包和肉。對於聖徒，他們像小清真寺一樣豎立紀念碑，而對於其他人來說，他們只是簡單的小丘。寡婦可以在天后再婚，並在死後三週年舉行盛宴。”
東干人在飲食和服飾上仍然有中原漢文化元素，直到1948年他們還有纏足風俗。保守的陝西東干人比甘肅東干人更傾向中原習俗。
東干人保留了在現代中國消失的中華傳統文化，婚禮仍有媒人，婚禮裝扮和清朝服裝差不多。
東干料理和中國西北的隴菜及陝西菜相似。
在 19 世紀後期，東干婦女的嫁妝在 240 到 400 盧布之間。東干人會自願將吉爾吉斯人和韃靼人等其他族群女子娶為新娘或綁架吉爾吉斯女孩來做為婚配對象。陝西東干人比其他東干人通婚時更為保守；他們只希望自己的女兒和來自陝西的東干人聯姻，而他們的兒子可以娶來自甘肅的東干、吉爾吉斯族和哈薩克族的女子。

### 傳媒
東干族早在1930年代已擁有自己的報紙。1932年3月6日東干人創辦首份東干文報紙《東方火星報》，1965年時為紀念十月革命50周年，報紙易名為《十月的旗》，以周報形式發行，1986年再易名為《蘇聯回族報》，1991年蘇聯解體後，變成今天的《中亞回民報》，書寫時仍以斯拉夫字母作為拼音文字。

### 宗教
東干人多數是遜尼派穆斯林（由於回族遵循正統哈乃斐派教法），但其生活方式仍顯現出許多波斯文化和什葉派的特征。除此之外，東干人當中也有不少什葉派（蘇菲派門宦，尤以哲合忍耶為眾）。

## 名人
- 曼素子·王阿訇：获得“苏联英雄”荣誉的东干族中士。
- 雅斯尔·十娃子：吉尔吉斯斯坦东干族作家、诗人。
- 穆合麦·伊玛佐夫：吉尔吉斯斯坦东干族语言学家、作家。
- 海塔洪·塔西罗夫：前苏联吉尔吉斯地区集体耕作运动发起人。
- 阿里·阿里耶维奇·钟：吉尔吉斯斯坦学者。
- 马三奇：前苏联共产革命指挥官、政治家。
- 安胡塞：全名胡塞·希马洛维奇·达乌罗夫（俄語：Дауров,Хусей Шимарович），哈萨克斯坦东干协会会长
- 尔萨·白掌柜的：哈萨克斯坦诗人。
- 尤素普·杨善新（又译杨善新）：吉尔吉斯斯坦东干族语言学家、作家。
- 胡塞·马凯：吉尔吉斯斯坦诗人
- 尔里·尔布杜：作家。
- 法蒂玛·马凯耶娃：语言学者。
- 伊斯哈尔·十四儿：诗人。
- 巴克尔·巴亚胡诺夫（俄语：Баяхунов, Бакир Яхиянович）： 哈萨克斯坦作曲家和教师。
- 达吾提·阿卜杜拉耶夫：哈萨克斯坦革命人士。
- 哈尔奇·苏莱曼诺夫：哈萨克斯坦政治人物。
- 亚库甫·哈瓦佐夫：吉尔吉斯斯坦作家。
- 尤素普·村娃子：哈萨克斯坦作家。
- 穆罕默德·苏乡老：吉尔吉斯斯坦东干族语言学家。
- 阿卜杜贾利勒·尤努索夫：吉尔吉斯斯坦桑博和柔道运动员。
- 巴赫里丁·沙巴佐夫：吉尔吉斯斯坦政治家。